# Bunner Glacier
Bunner Glacier är en glaciär i Antarktis. Den ligger i Västantarktis. Inget land gör anspråk på området. Bunner Glacier ligger 382 meter över havet.
Terrängen runt Bunner Glacier är kuperad åt nordost, men åt sydväst är den platt. Trakten är obefolkad. Det finns inga samhällen i närheten.